# Palazzina della Livia

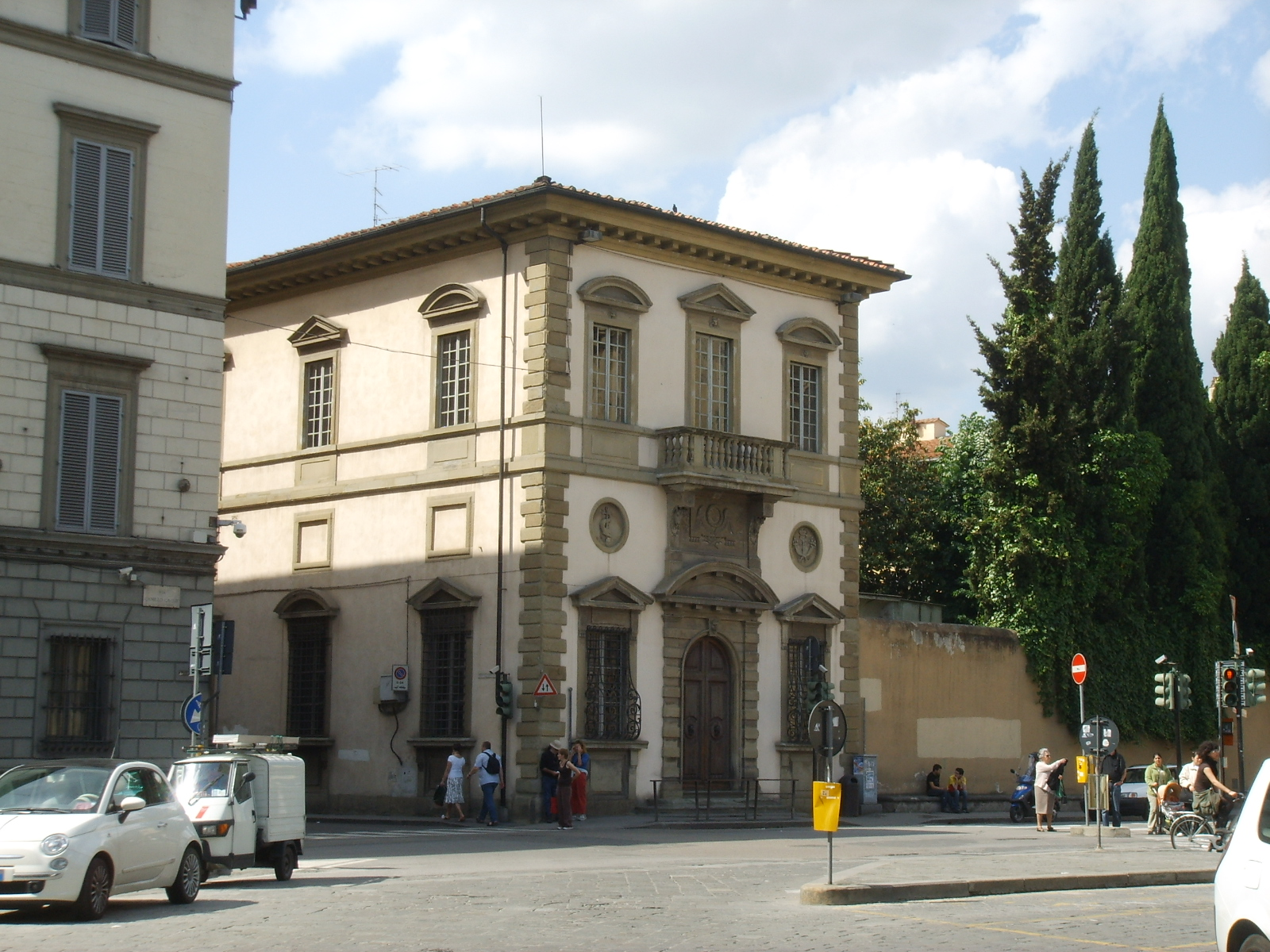
Vista geral da Palazzina della Livia

A Palazzina della Livia (Palacete da Lívia) é um palácio de Florença, situado na esquina da Piazza San Marco com a Via degli Arazzieri.

## História
A graciosa estrutura, também chamada de Casino, isto é, pequeno palácio com jardim, apresenta um estilo neoclássico e foi realizada entre 1775 e 1778 por encomenda do próprio Grão-duque Pedro Leopoldo, tendo a construção ficado a cargo do arquitecto Bernardo Fallani. No local onde se ergue, existiam, antigamente, espaços usados pelos tecelões para os seus laboratórios, os quais ainda dão nome à rua contígua. O grão-duque queria, de facto, oferecer um belo alojamento para a sua amante, a bailarina Livia Raimondi Malfatti, cujo nome permanece indelevelmente ligado ao edifício.
Este palácio foi, em certa medida, o protótipo das pequenas villas que, no decorrer do século XIX, cobriram o espaço em torno das vias de circunvalação, criadas depois da demolição das muralhas da cidade.
Actualmente, o palácio pertence ao Circolo Ufficiali.

## Arquitectura
A elegante fachada principal, inspirada na arquitectura tardo-renascentista florentina, é constituída por um amplo portal com arco, contornado por colmeado que se destaca no reboco branco, flanqueado por uma janela ajoelhada de cada lado. NO primeiro andar abre-se uma varanda ladeada por duas janelas iguais. O jogo de alternância entre tímpanos de forma triangular e semicircular cria um gracioso efeito de movimento, também sugerido pela cornija marca-piso, pelo colmeado nos ângulos do edifício e pelos dois medalhões com brasão. O palácio dispõe, também, de dois alçados mais simples, voltados para a Via Arazzieri e para o jardim.
Os interiores perderam, actualmente, quase todos os traços do aspecto original.
O edifício dispõe dum jardim cercado por um alto muro, no sítio do antigo Giardino di San Marco (Jardim de São Marcos), onde hoje se encontra um florista.

## Galeria de imagens

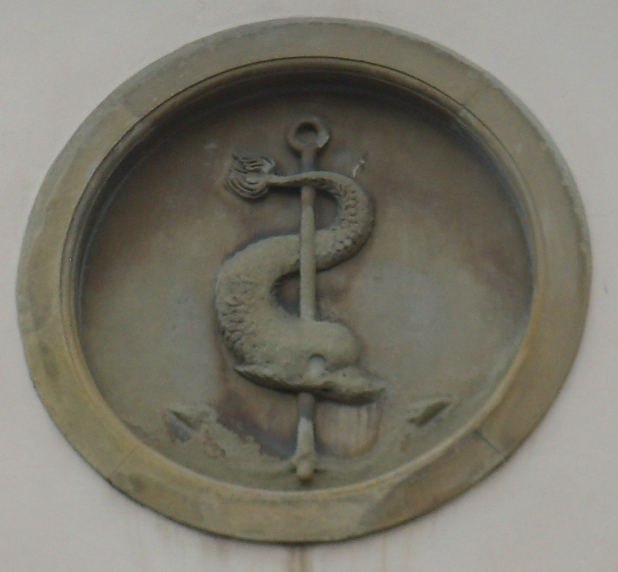
Medalhão com âncora e golfinho
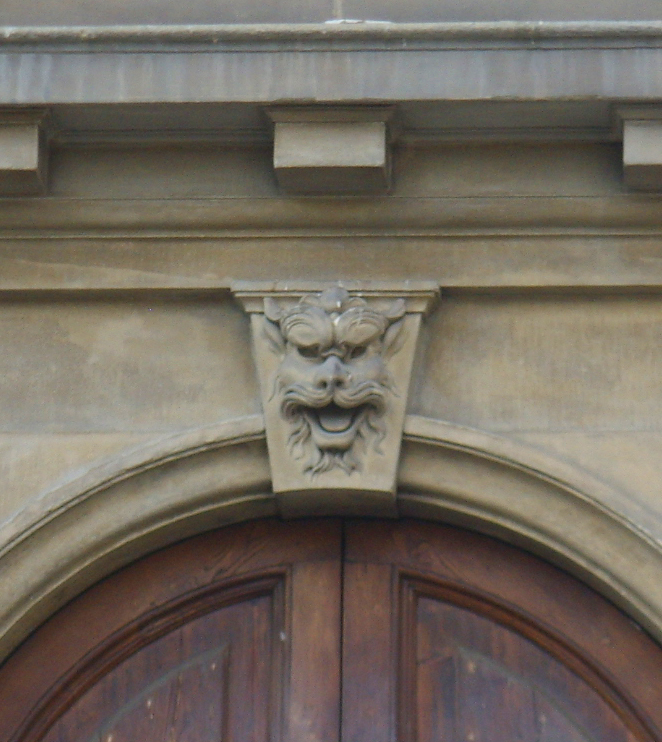
Detalhe arquitectóncico
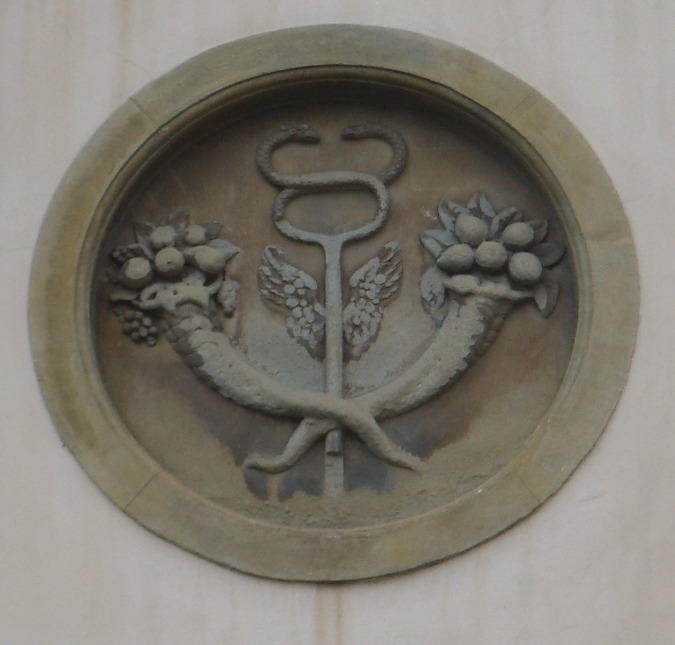
Medalhão com cornucópias e caduceu